# Hoplitis erythrogastra
Hoplitis erythrogastra  (лат.) — вид пчёл рода Hoplitis из семейства Megachilidae. Северная Африка (Тунис), Юго-западная Азия (Израиль, Иордания, Ливан). Клептопаразиты пчёл вида Hoplitis (Annosmia) zonalis и, возможно, других представителей подрода Annosmia. Относится к подроду Bytinskia Mavromoustakis, включающему в Палеарктике 3 клептопаразитических вида.